# 诺维莱尔 (瓦兹省)
诺维莱尔（法語：Novillers）是法国瓦兹省的一个市镇，属于博韦区（Beauvais）诺艾莱县（Noailles）。该市镇总面积4.79平方公里，2009年时的人口为370人。

## 人口
诺维莱尔人口变化图示